# Félix Mendonça
Félix de Almeida Mendonça, mais conhecido como Félix Mendonça (Conceição do Almeida, 23 de março de 1928 - Salvador, 26 de junho de 2020) foi um engenheiro e político brasileiro. Filiado ao DEM, foi prefeito de Itabuna (1963–1966), deputado estadual (1967–1971) e deputado federal (1983–2011).
Em 26 de junho de 2020, morreu devido à doença COVID-19.

## Carreira política
Começou a carreira política em 1962 ao ser eleito prefeito de Itabuna.
Foi eleito deputado estadual da Bahia em 1966.
Foi eleito deputado federal em 1982, sendo reeleito em 1986, 1990, 1994, 1998, 2002 e 2006.
Votou contra a Emenda Dante de Oliveira que tinha o objetivo  propor o restabelecimento das eleições diretas para presidente da República.